# C/1967 M1 (Mitchell-Jones-Gerber)
C/1967 M1 (Mitchell-Jones-Gerber) ist ein Komet, der im Jahr 1967 auf der Südhalbkugel mit dem bloßen Auge beobachtet werden konnte.

## Entdeckung und Beobachtung
Der Komet wurde zuerst entdeckt durch den australischen Schuldirektor Herbert Edgar Mitchell in Queensland, der ihn am Abend des 29. Juni 1967 (Ortszeit) mit bloßem Auge auffand. Er war sich nicht darüber im Klaren, dass er einen neuen Kometen entdeckt hatte und zeigte ihn am nächsten Abend zunächst einem Freund und meldete dann seine Beobachtung an eine lokale Zeitung. Am 1. Juli entdeckte der Amateurastronom Mervyn Vincent Jones ebenfalls in Queensland unabhängig davon den Kometen mit einem Fernglas. Er schätzte die Helligkeit auf 5 mag.
Die australische Moonwatch-Sektion hatte inzwischen von Mitchells Beobachtung in der Zeitung gelesen und konnte seine Entdeckung ebenfalls am 1. Juli etwa eine Stunde nach Jones durch eigene Beobachtung bestätigen. Sie meldete den neuen Kometen an das Moonwatch-Hauptquartier in Massachusetts, das die Meldung wiederum an das Central Bureau for Astronomical Telegrams (CBAT) weiterleitete.
Die dritte unabhängige Entdeckung erfolgte am Abend des 2. Juli durch den deutschen Amateurastronomen Friedrich Wilhelm Gerber, der in Lucas González in Argentinien als evangelischer Pastor tätig war, mit einem Fernglas. Er schätzte ebenfalls die Helligkeit auf 5 mag und konnte einen 8° langen Schweif beobachten.
Zum Zeitpunkt seiner Entdeckung hatte der Komet seinen sonnennächsten Punkt (Perihel) bereits durchlaufen und war schon wieder 0,48 AE von der Sonne entfernt, zugleich befand er sich mit 0,91 AE Abstand fast bei seiner größten Annäherung an die Erde. Er wurde im Juli 1967 vielfach beobachtet, insbesondere von Beobachtern in Australien und Neuseeland, auch John Caister Bennett beobachtete den Kometen in Südafrika, allerdings nahm dessen Helligkeit im Laufe des Monats ab, da er sich wieder von der Erde entfernte. Die einzigen bekannten Beobachtungen auf der Nordhalbkugel erfolgten Anfang Juli in Texas. Auch an Observatorien in Argentinien, Südafrika und Australien wurde der Komet beobachtet und fotografiert. Dabei wurden aber nur wenige exakte Positionsbestimmungen durchgeführt, die meisten davon durch Zenón M. Pereyra am Observatorio Astronómico de Córdoba in Argentinien. Bis Ende des Monats war die Helligkeit bis auf etwa 8–9 mag gefallen und der Schweif hatte nur noch eine Länge von 1,5°.
Bis Ende August war die Helligkeit weiter bis auf etwa 12 mag gefallen, ein Schweif war nicht mehr festzustellen. Die letzte Beobachtung erfolgte am 28. September an der Sternwarte des Smithsonian Astrophysical Observatory in Comodoro Rivadavia in Argentinien.

## Wissenschaftliche Auswertung
Die erste Berechnung von Bahnelementen einer parabolischen Umlaufbahn für den Kometen erfolgte 1967 durch Brian Marsden. Kurz darauf berechnete auch Zdenek Sekanina aus 33 Beobachtungen über 66 Tage Elemente einer parabolischen Bahn.

## Umlaufbahn
Für den Kometen konnte aus 39 Beobachtungen über einen Zeitraum von 65 Tagen nur eine parabolische Umlaufbahn bestimmt werden, die um rund 57° gegen die Ekliptik geneigt ist. Die Bahn des Kometen steht damit schräg gestellt zu den Bahnebenen der Planeten. Im sonnennächsten Punkt (Perihel), den der Komet am 16. Juni 1967 durchlaufen hat, war er noch etwa 26,7 Mio. km von der Sonne entfernt und befand sich damit weit innerhalb des Bereichs der Umlaufbahn des Merkur. Am 25. Juni erreichte er die größte Annäherung an diesen bis auf etwa 46,3 Mio. km und den geringsten Abstand zur Erde erreichte er am 30. Juni mit etwa 135,3 Mio. km (0,90 AE). Am 1. Juli passierte er die Venus in etwa 51,0 Mio. km Abstand und am 21. Juli näherte er sich noch dem Mars bis auf etwa 127,3 Mio. km.
Die aufsteigenden und absteigenden Knoten der Umlaufbahn des Kometen befinden sich beide in geringer Entfernung zur Merkurbahn. Es gab jedoch keine größeren Annäherungen des Kometen an Merkur als zuvor genannt.
Nach den Bahnelementen der JPL Small-Body Database, die keine nicht-gravitativen Kräfte auf den Kometen berücksichtigen, wurde die Bahnexzentrizität des Kometen durch die Anziehungskraft der Planeten, insbesondere durch Annäherungen an Saturn im November 1966 bis auf etwa 8 ¼ AE und an Jupiter im Juni 1967 bis auf etwa 5 ¼ AE Distanz, um etwa 0,00004 verringert. Aufgrund der unsicheren Ausgangsdaten kann aber keine Aussage darüber getroffen werden, ob die Bahn jetzt definitiv elliptisch ist, und ob und gegebenenfalls wann der Komet in das innere Sonnensystem zurückkehren könnte. Falls der Komet sich ursprünglich auf einer nahezu parabolischen Bahn bewegte, könnte seine Umlaufzeit jetzt aber weniger als 300.000 Jahre betragen.